# 埃德納鎮區 (愛荷華州卡斯縣)
埃德納鎮區（英語：Edna Township）是位於美國愛荷華州卡斯縣的一個行政鎮區。

## 地方資料
根據2010年美國人口普查的數據，埃德納鎮區的面積為89.78平方千米，當中陸地面積為89.78平方千米，而水域面積為0.00平方千米。當地共有人口140人，而人口密度為每平方千米1.56人。